# Bathyleptochelia oculata
Bathyleptochelia oculata is een naaldkreeftjessoort . De wetenschappelijke naam van de soort is voor het eerst geldig gepubliceerd in 2003 door Larsen.